# 3105 Штумпф
3105 Штумпф (3105 Stumpff) — астероїд головного поясу, відкритий 8 серпня 1907 року.
Тіссеранів параметр щодо Юпітера — 3,586.